# Colombiers, Orne
Colombiers là một xã thuộc tỉnh Orne vùng Normandie tây bắc nước nước Pháp. Xã này nằm ở khu vực có độ cao trung bình 200 mét trên mực nước biển.
Dân số năm 2006 là 341 người.